# Henry Moseley
Henry Gwyn Jeffreys Moseley (Weymouth, 23 novembre 1887 – Gallipoli, 10 agosto 1915) è stato un fisico britannico.

## Biografia
Studia a Eton e nel 1906 entra al Trinity College di Oxford dove consegue la laurea in fisica nel 1910. Subito dopo entra a far parte del gruppo di ricerca di Rutherford a Manchester fino al 1913.
Attraverso sperimentazioni nel campo della spettroscopia a raggi X, proprio in quell'anno pubblica i risultati delle sue ricerche dove giunge alla conclusione che le frequenze dei raggi emessi da ciascun elemento variano proporzionalmente al numero d'ordine (atomico) dell'elemento stesso (legge di Moseley).
Con la scoperta degli isotopi ci si rende conto che non è il peso atomico ad incidere sulla legge periodica di Mendeleev bensì il numero atomico su cui si basa la tavola periodica degli elementi attuale. Con la prima guerra mondiale, Moseley, nel frattempo andato in Australia, ritorna in patria. È immediatamente arruolato - nonostante Rutherford sia contrario - e viene ucciso nella battaglia di Gallipoli nel 1915.
Non sono in pochi a pensare che, se Moseley fosse sopravvissuto alla guerra, avrebbe certamente ricevuto il premio Nobel, considerando l'importanza del suo lavoro svolto nell'arco di tempo di soli 40 mesi.